# Joey Barton
Joseph Anthony „Joey” Barton (ur. 2 września 1982 w Liverpoolu) – angielski piłkarz i trener piłkarski. Występował na pozycji pomocnika.

## Kariera klubowa
Barton jest wychowankiem Evertonu. Następnie grał w Manchesterze City, w którym we wszystkich rozgrywkach rozegrał 142 mecze i strzelił 16 goli.
2 września 2012 roku, przeszedł na zasadzie wypożyczenia do Olympique Marsylia. 26 kwietnia 2017 FA zawiesiła go na 18 miesięcy za obstawienie 1260 meczów, w latach 2006–2016. Zawodnik w związku z tym ogłosił zakończenie kariery.
| Sezon   | Klub                | Kraj    | Rozgrywki            | Mecze | Bramki | Rozgrywki Europy | Mecze | Bramki |
| ------- | ------------------- | ------- | -------------------- | ----- | ------ | ---------------- | ----- | ------ |
| 2002/03 | Manchester City     | Anglia  | Premier League       | 7     | 1      | –                | –     | –      |
| 2003/04 | Manchester City     | Anglia  | Premier League       | 28    | 1      | Liga Europy UEFA | 5     | 0      |
| 2004/05 | Manchester City     | Anglia  | Premier League       | 30    | 1      | –                | –     | –      |
| 2005/06 | Manchester City     | Anglia  | Premier League       | 31    | 6      | –                | –     | –      |
| 2006/07 | Manchester City     | Anglia  | Premier League       | 33    | 6      | –                | –     | –      |
| 2007/08 | Newcastle United    | Anglia  | Premier League       | 23    | 1      | –                | –     | –      |
| 2008/09 | Newcastle United    | Anglia  | Premier League       | 9     | 1      | –                | –     | –      |
| 2009/10 | Newcastle United    | Anglia  | Championship         | 15    | 1      | –                | –     | –      |
| 2010/11 | Newcastle United    | Anglia  | Premier League       | 32    | 4      | –                | –     | –      |
| 2011/12 | Newcastle United    | Anglia  | Premier League       | 2     | 0      | –                | –     | –      |
| 2011/12 | Queens Park Rangers | Anglia  | Premier League       | 31    | 3      | –                | –     | –      |
| 2012/13 | Olympique Marsylia  | Francja | Ligue 1              | 25    | 0      | Liga Europy UEFA | 5     | 1      |
| 2013/14 | Queens Park Rangers | Anglia  | Championship         | 34    | 3      | –                | –     | –      |
| 2014/15 | Queens Park Rangers | Anglia  | Premier League       | 30    | 1      | –                | –     | –      |
| 2015/16 | Burnley             | Anglia  | Championship         | 38    | 3      | –                | –     | –      |
| 2016/17 | Rangers             | Szkocja | Scottish Premiership | 5     | 0      | –                | –     | –      |
| 2016/17 | Burnley             | Anglia  | Premier League       | 14    | 1      | –                | –     | –      |

## Kariera reprezentacyjna
W reprezentacji Anglii zagrał dotychczas 1 mecz; 7 lutego 2007 roku wystąpił w przegranym 0:1 meczu z Hiszpanią (zmienił w 78. minucie Franka Lamparda).